# Opel Astra
La Opel Astra è un'automobile del segmento C prodotta in più serie a partire dal 1991 dalla casa automobilistica tedesca Opel.

## Storia
Il nome Astra è universalmente associato al modello che nel 1991 ha sostituito la Kadett E. In realtà, però, c'è un motivo se la Casa di Rüsselsheim, e più in generale il gruppo General Motors hanno deciso, dopo cinque generazioni di Kadett, di passare al nome Astra, cioè la volontà di uniformare a livello globale le denominazioni dei modelli prodotti da Opel e Vauxhall. Va infatti ricordato che fino ai primi anni novanta le Opel venivano prodotte anche con altri marchi e soprattutto con altre denominazioni. Nel caso specifico della Kadett E, questa era prodotta in Gran Bretagna con il nome Vauxhall Astra, denominazione che venne adottata a partire dal 1979 con il lancio della Kadett D, che nei listini Vauxhall andava a rimpiazzare il modello Viva, a sua volta una reinterpretazione delle Kadett precedenti.

Così, per una dozzina d'anni le Kadett D ed E vennero prodotte con il nome di Vauxhall Astra per il mercato d'oltremanica. Ma l'obiettivo della General Motors era di standardizzare quanto prima le denominazioni dei modelli Opel, Vauxhall e non solo. Per questo motivo si arrivò al 1991 con l'uscita di produzione della Kadett E a favore della nuova Opel Astra, che andò così a riprendere la denominazione dei modelli Vauxhall.

È curioso notare che la denominazione delle varie serie, per le quali la Opel utilizza tradizionalmente una lettera dell'alfabeto, non riprese dall'inizio con la lettera A, ma continuò con la lettera F.

## Le serie
La gamma della Opel Astra è arrivata fino ai giorni nostri attraverso sei serie, che via via hanno sempre maggiormente consacrato il modello come una delle più temibili concorrenti del modello best seller per eccellenza del segmento C, vale a dire la Volkswagen Golf.

Di seguito viene fornita una panoramica delle sei serie di Opel Astra finora prodotte, rappresentate dalle rispettive versioni berlina a 5 porte.
| Opel Astra F | Opel Astra G | Opel Astra H | Opel Astra J | Opel Astra K | Opel Astra L |
| ------------ | ------------ | ------------ | ------------ | ------------ | ------------ |
|              |              |              |              |              |              |
| 1991-1998    | 1998-2006    | 2004-2011    | 2009-2015    | 2015-2021    | dal 2021     |